# Gle Reuleung
Gle Reuleung är ett berg i Indonesien.   Det ligger i provinsen Aceh, i den västra delen av landet, 1 800 km nordväst om huvudstaden Jakarta. Toppen på Gle Reuleung är 613 meter över havet.
Terrängen runt Gle Reuleung är varierad. Havet är nära Gle Reuleung åt sydväst.Runt Gle Reuleung är det ganska tätbefolkat, med 155 invånare per kvadratkilometer. Närmaste större samhälle är Banda Aceh, 17,9 km norr om Gle Reuleung. I omgivningarna runt Gle Reuleung växer i huvudsak städsegrön lövskog.